# Чистилище (роман)
«Чистилище» (англ. Limbo) — науково-фантастичний роман американського письменника Бернарда Вулфа, надрукований видавництвом Random House 1952 року. У 1955 році вийшов французький переклад роману, який, однак, за словами помітного французького критика та письменника-фантаста Жерара Клайна, залишився майже непоміченим. У 1971 році видавництво «Робер Лаффон» передрукувало роман в рамках серії «В іншому місці та завтра». Окрім цього, оригінальний текст роману скоротили майже на чверть. 
«Чистилище» певною мірою належить до антиутопічних романів, найяскравішим зразом яких є 1984 Джорджа Орвелла.

## Сюжет
У заголовку йдеться про мирний світ, який уявляв письменник, після руйнівної війни, в якому чоловіки вирішили позбавитися кінцівок на користь протезів, згідно з доктриною IMMOB, заснованою на ідеях доктора Мартіна. Головний герой роману потрапляє у цей Всесвіт після 18-річної відсутності.